# 2000년 선수협 파동 사건
2000년 선수협 파동 사건은 KBO 리그 현역 선수들이 그들의 권익 보호를 목적으로 2000년 1월 22일 한국프로야구선수협회를 결성하면서 한국야구위원회와 마찰을 빚었던 사건이다.

## 선수협 파동 발생

### 제1차 선수협 파동
2000년 1월 22일 새벽, 선수로서의 권리를 찾기 위하여 한화 이글스의 송진우 선수를 초대회장으로 한 한국프로야구선수협회를 창립하는 총회가 열렸다. 그러나 이날 오전 한국야구위원회 측이 서명한 선수들 전원을 자유계약선수(FA)로 방출을 결의해 제1차 선수협 파동이 약 2개월간 발생하였다. 이후 2000년 프로야구 시즌 시작을 전후로 파동은 다소 사그라들었다.

### 제2차 선수협 파동
2000년 프로 야구 시즌이 모두 종료된 이후인 12월 18일, 선수협 집행부가 28명의 선수들이 참석하여 재결성을 시도하자 이에 각 구단측이 강력하게 반발하여 제2차 선수협 파동이 발생하였다. 엎친데 덮친격으로 12월 20일 한국야구위원회가 선수협 집행부의 주도자인 송진우, 양준혁, 마해영, 심정수, 박충식, 최태원 총 6명을 자유계약선수로 전격 방출 조치하게 되자 양측 갈등이 더욱 심화되었다.
KBO의 6인 전격 방출조치에 삼성 라이온즈, 현대 유니콘스를 제외한 6개 구단 선수들이 크게 반발하여 집단으로 선수협 가입에 나서며 단체 행동에 나섰다. 이에 대해 각 구단들은 12월 26일 이사회를 열고 '사태를 해결하지 못하면 다음 시즌 경기를 중단하겠다'는 강경 대응 입장을 천명하면서 사태는 악화 일로를 걷게 되었다.
결국 사태는 2000년을 넘겨 2001년까지 이어졌고, 2001년 1월 4일에는 삼성 라이온즈의 이승엽까지 선수협 가입을 선언했다. (유일하게 선수협 참가선수가 없던 삼성 라이온즈가 여론의 비난을 받자, 이승엽 1인을 가입시켰다는게 중론이다.) 이후 문화관광부의 중재 하에 선수협과 구단측이 막판 절충을 시도, 극적으로 합의를 도출하여 2001년 1월 20일, 두 번째 선수협 파동도 1년 여만에 막을 내렸다.

#### 양측 합의 사항
'한국 프로야구선수협회'와 KBO 간의 합의 내용은 다음과 같다.
- 구단 대표 6명 방출조치 철회
- 송진우, 양준혁, 마해영의 집행부 사퇴
- 선수들의 자율에 따른 새 집행부 구성
- 선수협 사무국은 새 집행부에서 구성
- 선수협 참여선수에 대한 불이익 금지

## 파동 이후

### 집행부
1차 선수협 파동의 주역이었던 1기 집행부, 2차 선수협 파동의 주역이었던 2기 집행부 인사가 전원 사퇴하고, 회장에 이호성 및 장종훈, 김태균 등으로 구성된 새로운 3기 집행부가 구성되었다.

### 여파
선수협 파동 이후 협회 결성에 적극적으로 참여했던 선수들은 각 구단 측에 의해 대부분 트레이드당했다. 대표적인 사례로 양준혁이 해태 타이거즈에 트레이드된 지 불과 1년 만에 트레이드되어 LG 트윈스로 이적하였고, 롯데 자이언츠의 마해영은 삼성 라이온즈의 김주찬, 이계성(현재 kbo 심판)과 2:1 맞트레이드되었다. 심정수는 심재학과 트레이드되어 두산 베어스에서 현대 유니콘스로 이적하였다. 그밖에도 1기 집행부 시절 대변인을 맡았던 강병규가 두산 베어스에서 SK 와이번스로 트레이드되는 등 선수협 결성의 후폭풍은 작지 않았다.

### 현재
선수협은 프로야구 선수들에 대한 대표성은 갖고 있으나 정식 노조로 인정 받지는 못하는 단체였기 때문에 그 활동 범위에 근본적인 제약이 있었다. 이에 2009년 4월 28일 손민한 선수협회장은 기자회견을 갖고 선수 노조 설립을 공식 선언했으며, 이어서 5월에는 각 구단 대표 선수 10여 명이 두 차례에 걸쳐 노조 설립 추진위원회 회의를 갖고 본격적으로 선수 노조 설립을 위한 행보에 들어갔다. 선수협은 같은 해 12월 2일 선수 노조 설립 찬반 투표를 실시했으며, 그 결과 91%의 압도적인 지지로 설립안이 가결되었다. 그러나 이 같은 선수협의 노조 설립 움직임에 대해 8개 구단측과 한국야구위원회는 강력히 반대하는 입장이어서 갈등이 고조되었다. 실제로 각 구단측이 선수 노조 설립을 저지하기 위해 노조 설립 투표에 참가한 선수들에게 부당한 압력을 행사했다는 사실이 알려지면서 이슈가 되기도 했다. 또한 선수 노조 설립이 시기상조라는 일부 여론과 이에 더해 삼성, LG 등 대기업을 구단주로 둔 일부 구단 소속 선수들이 노조 설립에 부정적인 반응을 보이는 등 내부적인 분열의 조짐도 있어 노조 설립까지는 험로가 예상된다. 앞선 12월 투표에서 삼성과 LG측 선수들은 투표에 불참했던 바 있다.